# Essgeschirr (Militär)

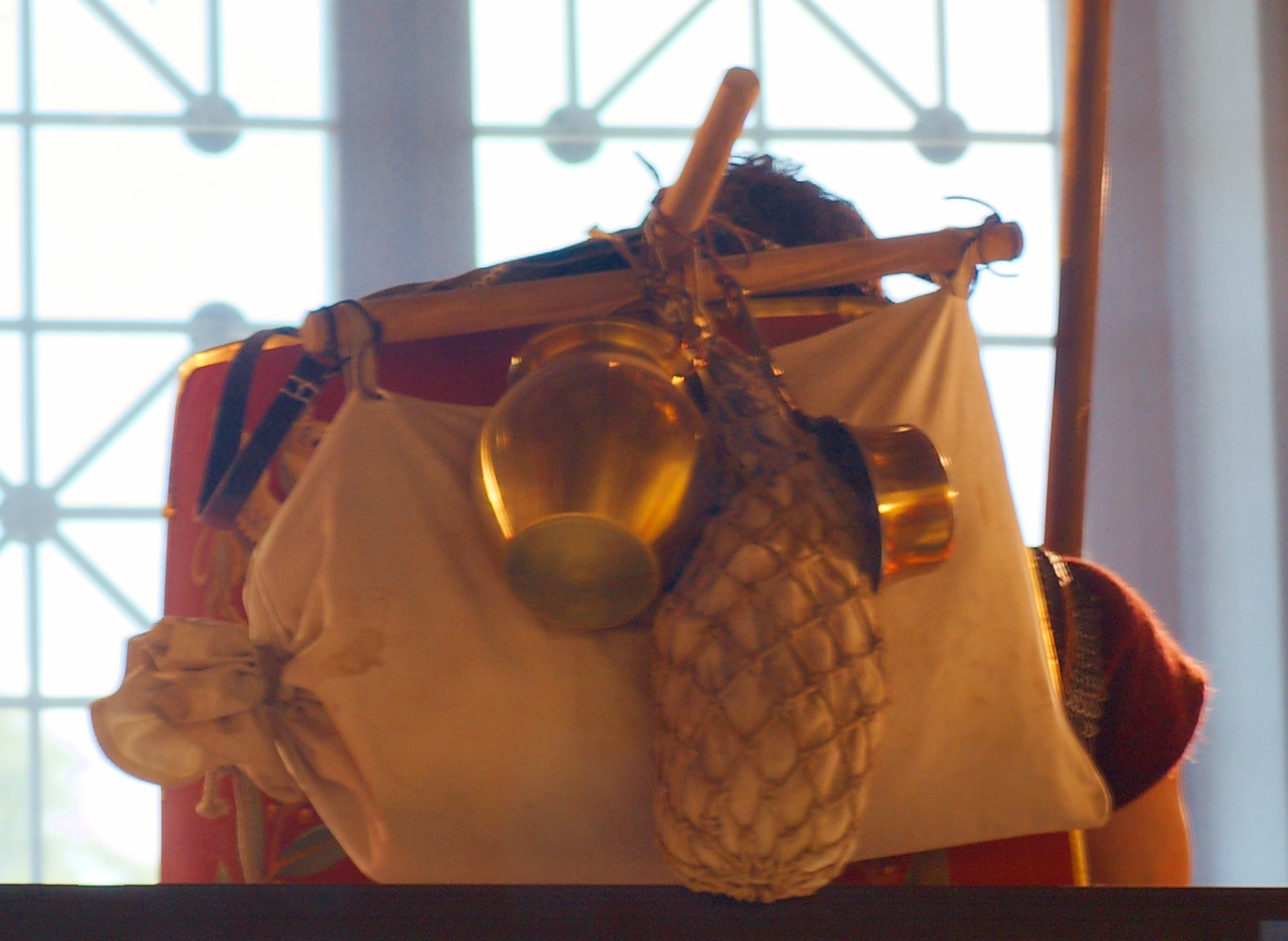
Kochgeschirr im Marschgepäck eines römischen Legionärs

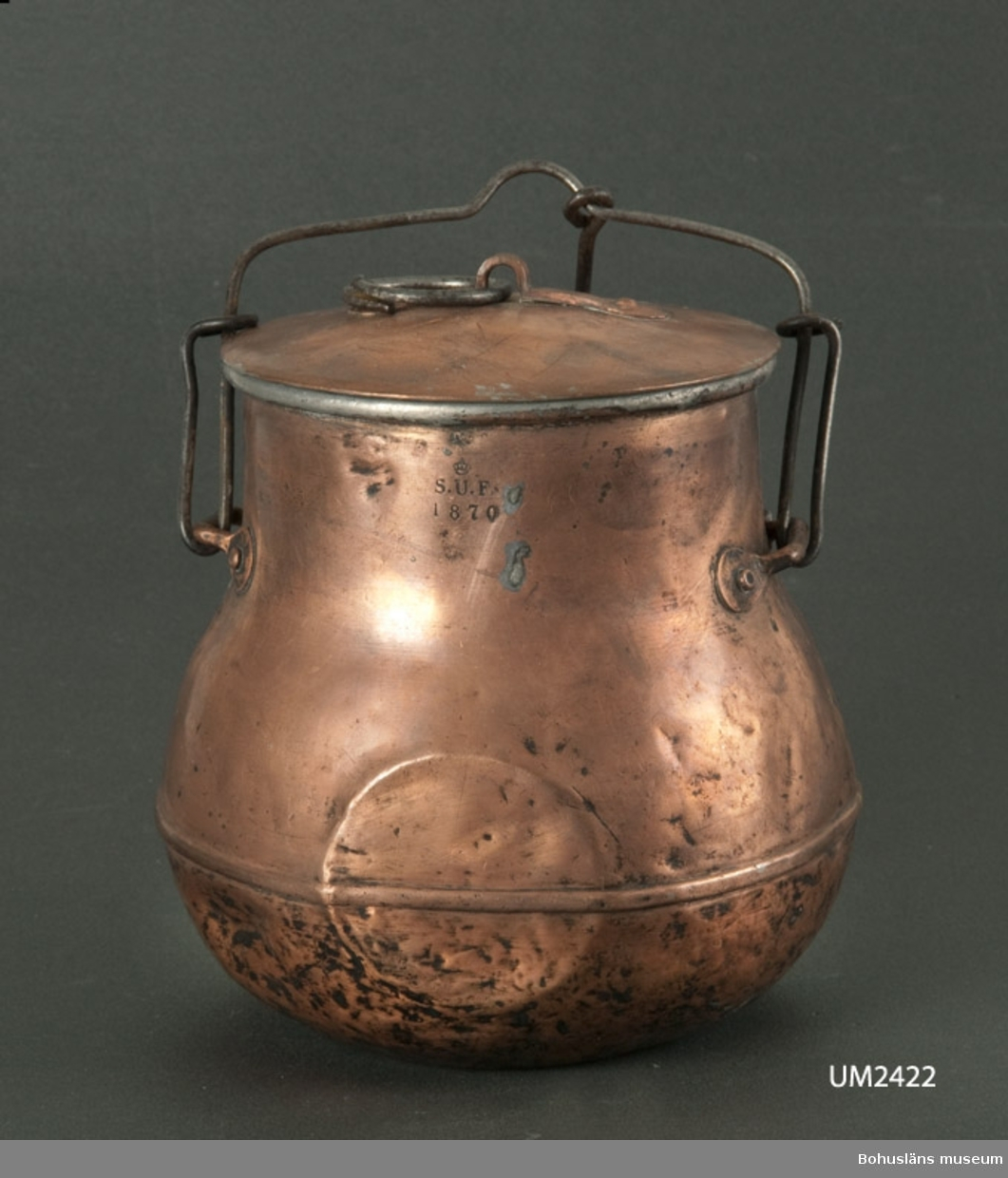
Schwedischer Hordentopf um 1870

Ein Essgeschirr, (auch Kochgeschirr) als Bestandteil der persönlichen Ausrüstung von Soldaten, ist eine Zusammenstellung von verschiedenen Behältern (Töpfe, Schalen, Pfannen), die zum Verzehr und abhängig von der Konstruktion auch zum Transport oder der Zubereitung von Lebensmitteln genutzt werden kann. In diesem Fall wird auch die Bezeichnung Kochgeschirr genutzt. In der Schweiz, in der eine grundlegende Form späterer Ess- bzw. Kochgeschirre entwickelt wurde, ist der Name Gamelle (frz.: Schale) üblich.

## Historische Entwicklung

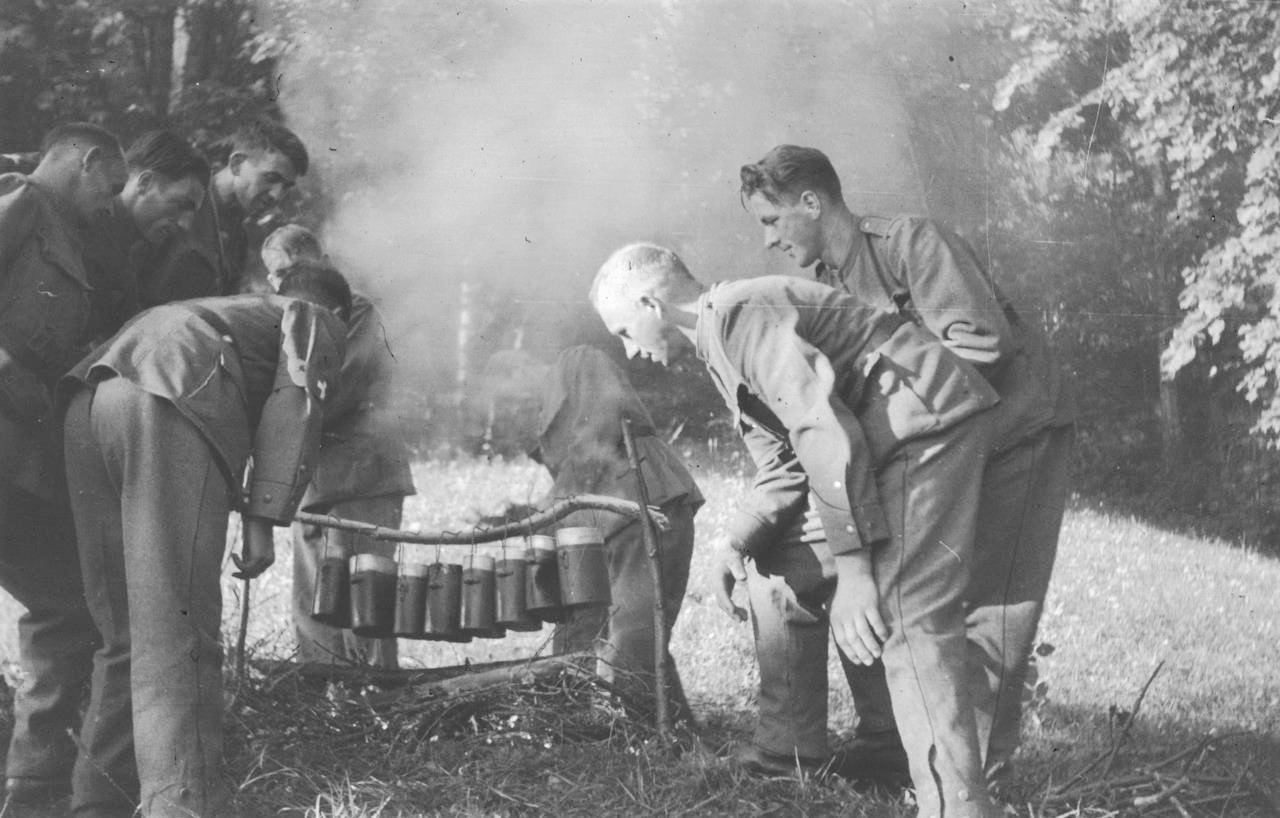
Schweizer Soldaten beim Kochen in Gamellen um 1940

Schon in den antiken Heeren wurden Soldaten mit Essgeschirren ausgestattet. So führten römische Legionäre im Marschgepäck Topf (Situla) und Kasserolle (Patera) nebst Feldflasche und ihre eigenen Verpflegungsvorräte persönlich mit. Die Gegenstände aus Bronze wurden mit dem persönlichen Proviant in einem Sack (Sarcina) getragen. Abhängig von den jeweiligen logistischen Konzepten späterer Heere, wurden Essgeschirre als Privatangelegenheit der Soldaten betrachtet oder „Hordentöpfe“ für die gleichzeitige Verpflegungseinnahme mehrerer Soldaten bereitgestellt. Dieses Konzept stammt insbesondere aus den Söldnerheeren des 16. und 17. Jahrhunderts, in denen die Verpflegung durch privatwirtschaftliche Marketender aus einem Tross erfolgte. Erst in der Mitte des 19. Jahrhunderts wurde mit dem Beginn der Zentralisierung von Verpflegungskonzepten gezielt eine einheitliche Ausstattung der Soldaten eingeführt. Mit der Einführung des Tornister wurden auch die persönlichen Kochgeschirre sichtbar.
In der späteren Entwicklung von Essgeschirren im Militär galt es zunächst die Frage zu klären, in welcher Art Truppenverpflegung für die Soldaten bereitzustellen war: Ob bereits zubereitet oder nicht oder ob eine Anpassung an bereitgestellte Rationspackungen zu optimieren war und wie „feldmäßig“ die Verpflegungsversorgung zu erfolgen hatte?
Im zivilen Bereich wurden einfache Versionen solcher Geschirre als sogenannter Henkelmann bis in die 1960er Jahre von Arbeitern zum Mitführen der Mittagsverpflegung genutzt. Heute finden Militär-Essgeschirre auch beim Camping und Rucksackreisen Verwendung.

Frühe militärische Kochgeschirre
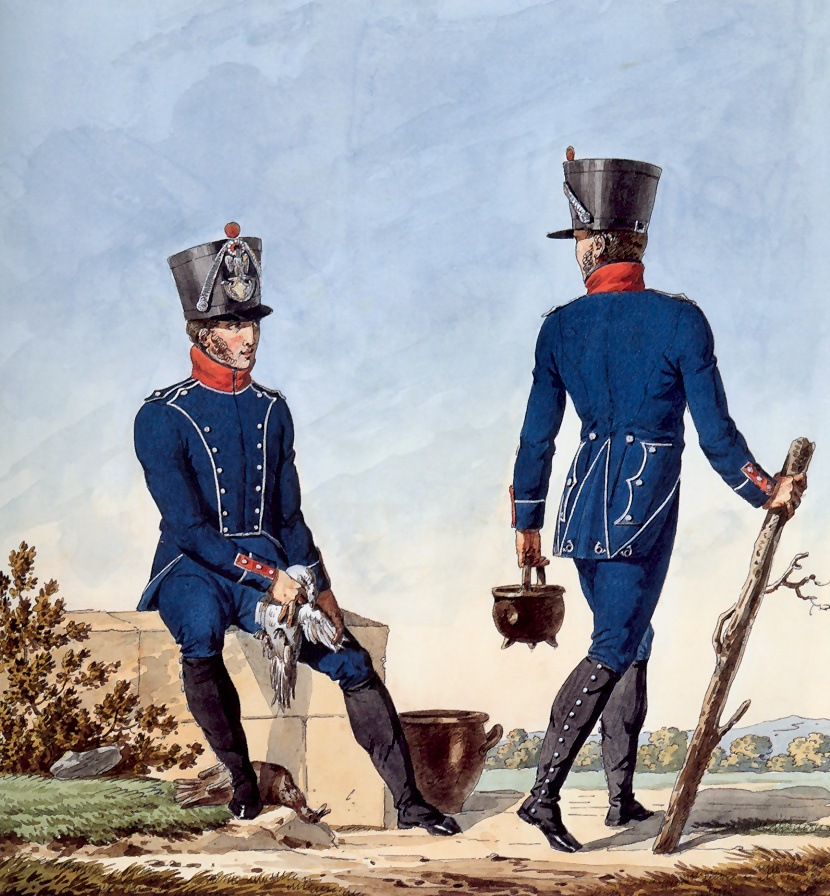
Grande Armée Kleinkochtopf Gusseisen (1812)
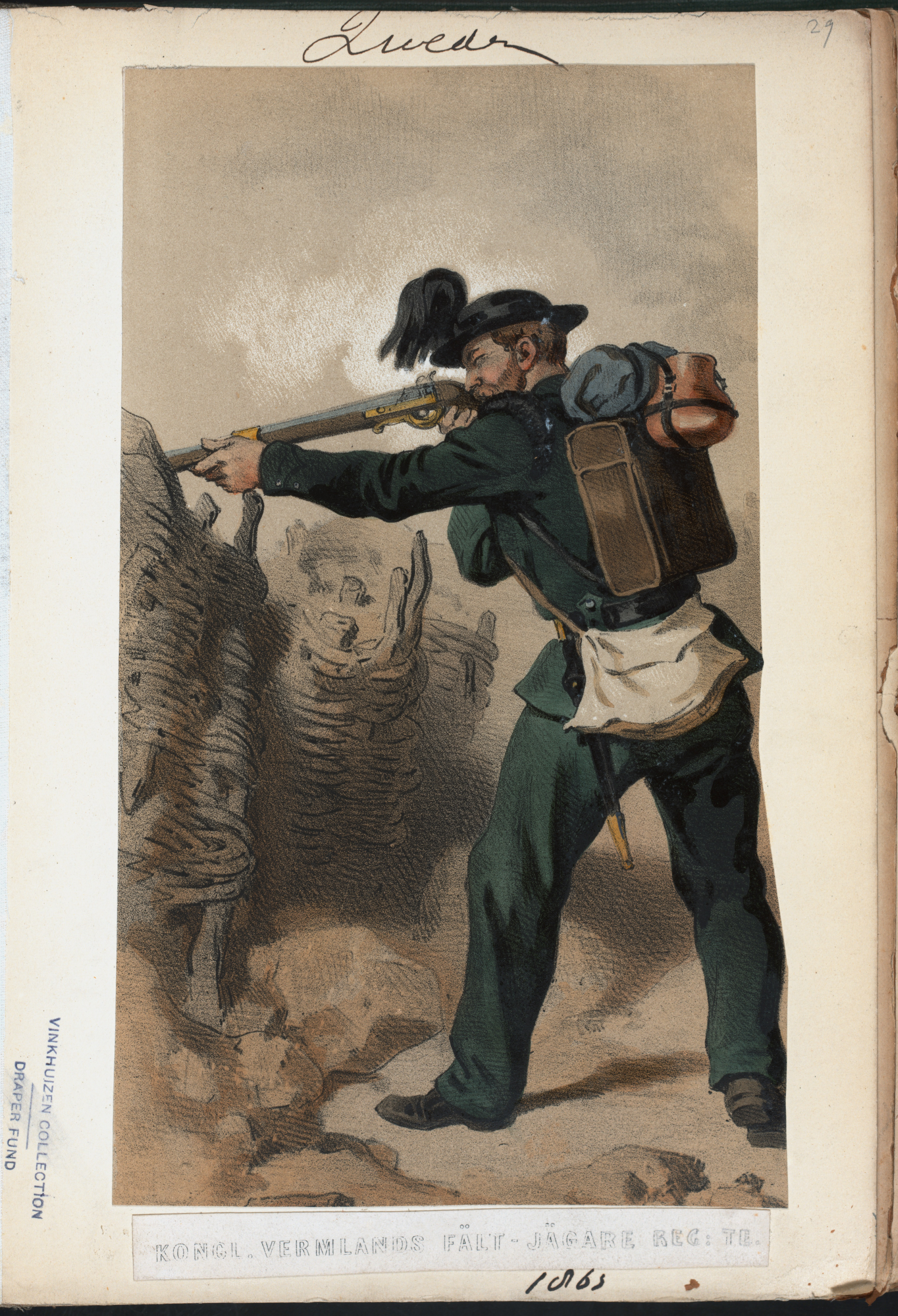
Kochgeschirr Norwegen/ Schweden M1862/63
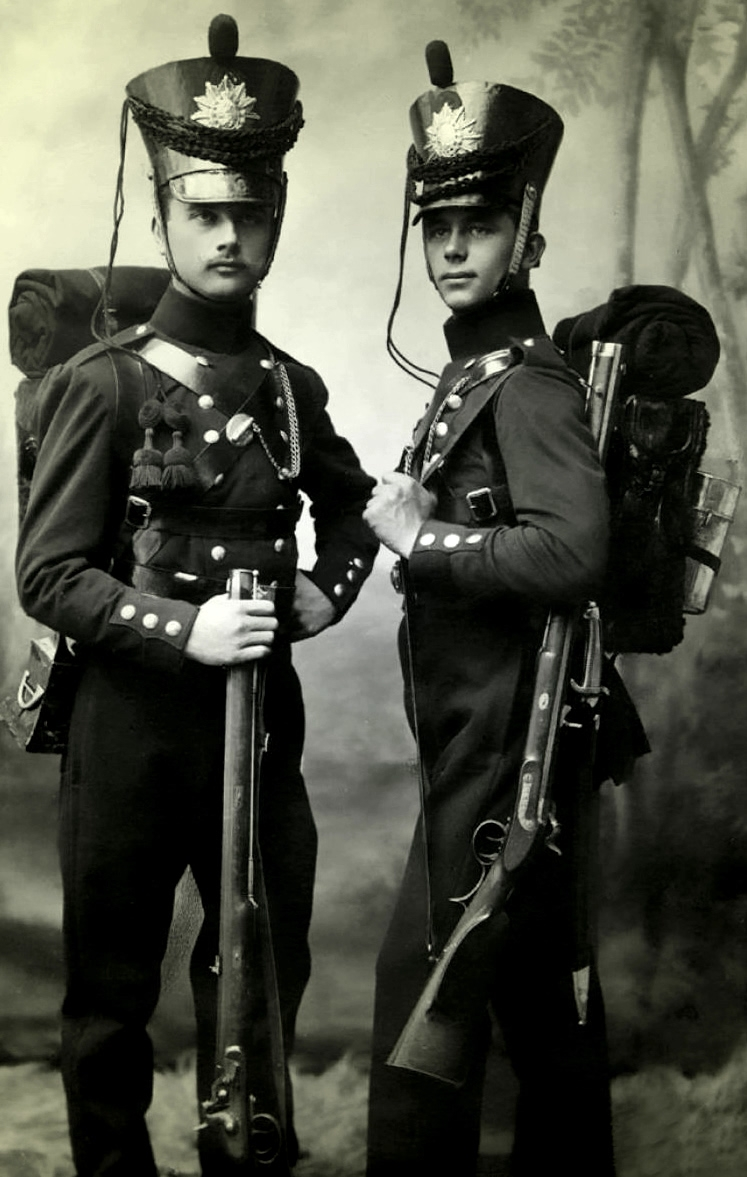
Kochgeschirr an Tornister 1915

## Technische Konzeption

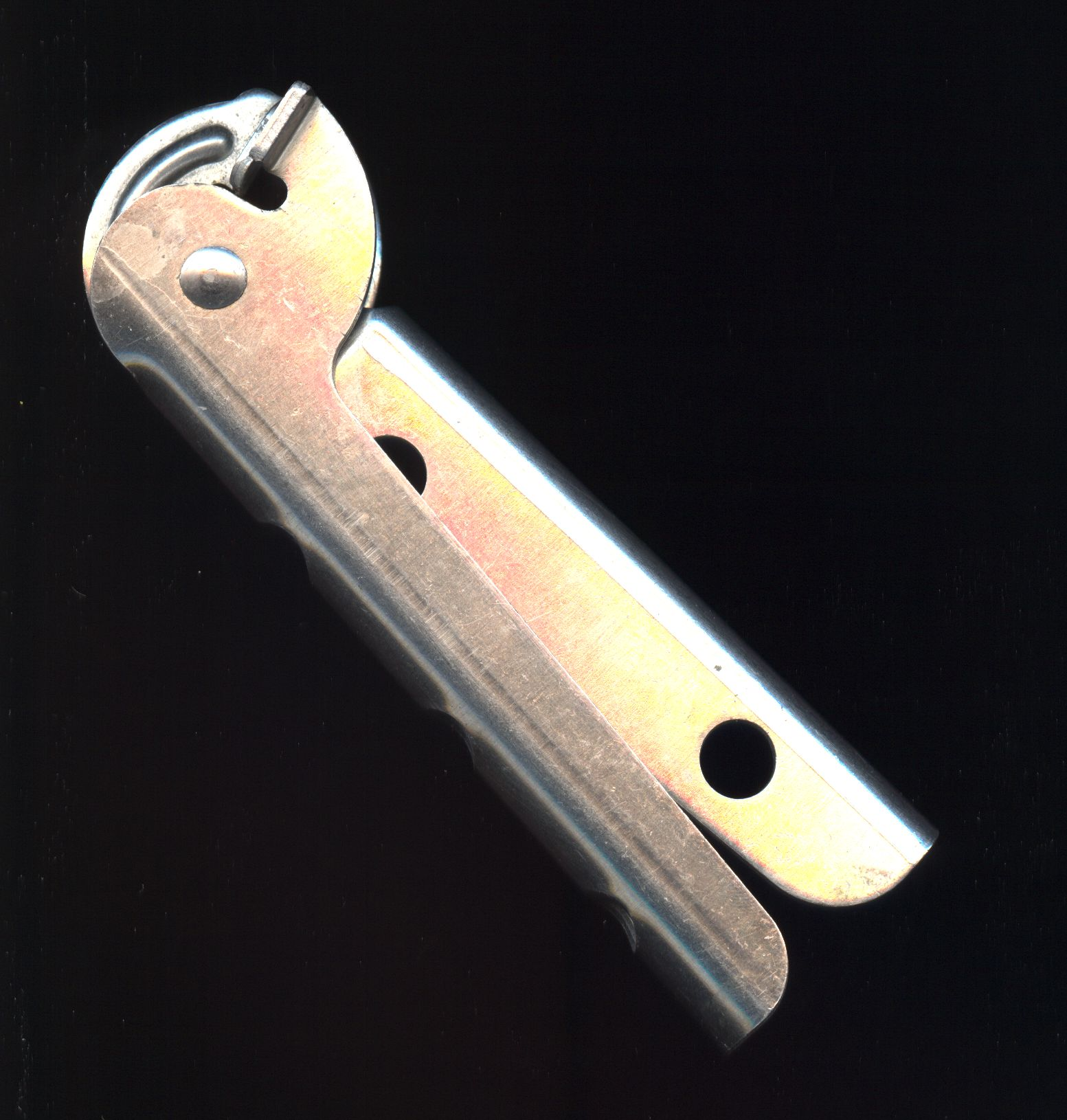
Universal-Topf- und Pfannengreifer

Obwohl es funktional einem zivilen Ein-Mann-Essgeschirr ähnelt, ist das militärische Essgeschirr noch kompakter gestaltet und auf Volumen- und Gewichtsreduzierung ausgelegt. Die verschiedenen Bestandteile des Essgeschirrs sind vielseitig verwendbar, z.B, als Trinkgefäß, Tellerersatz, Koch- oder Bratgefäß.
Im Regelfall sind die einzelnen Komponenten ineinander stapelbar. Bei Nutzung der Einsätze oder Deckel kann ein Topfgreifer vor Verbrennungen schützen.
Zur Herstellung der Geschirre wurde bzw. wird im Regelfall Metall, emaillierter, verzinnter, verzinkter oder auch rostfreier Stahl, häufig auch Aluminium und neuerdings Titan genutzt. Für Essgeschirre wird auch Kunststoff genutzt, der sich vor allem durch niedriges Gewicht auszeichnet. Dabei wird die Verwendung von Aluminium in verschiedenen Ländern kontrovers diskutiert und führte teilweise zu Einschränkungen in der Nutzung solcher Geschirre.
Abgerundete Formen, wie die aus der Schweizer Gamelle entwickelten Kochgeschirre haben den Vorteil, auf Grund der Rundungen besser gereinigt und in der persönlichen Ausrüstung durch fehlende Kanten bequemer getragen werden zu können. Runde Geschirre neigen jedoch eher zum Verbeulen.

## Entwicklungen und Patentierungen
Die technische Entwicklung militärischer Ess- und Kochgeschirre ist vor allem in der Optimierung von Form, Gewicht und Handhabung sowie in die Integration der sonstigen persönlichen Ausrüstung zu sehen. Erastus Blakeslee ließ sich 1866 eine ineinanderstapelbare Kombination von Topf und Pfanne patentieren. Es gilt als das älteste Patent zu militärischen Essgeschirren. Im Jahre 1900 ließen sich Adolf Weiss und Franz-Xaver Trademann ein System zur Befestigung des deutschen Kochgeschirrs mittels Stiften und Buchsen am Rucksack patentieren. Mit einer Art Schnellverschluss wurde so der Gebrauch von Riemen überflüssig. Willis R. Nasons Patent aus dem Jahr 1929 zeichnete sich durch eine optimal ineinander zu verschachtelnde Kombination aus Feldflasche, Töpfen und Pfannen samt Griffen zum Schutz gegen Hitze beim Kochen aus. Thomas Roy Thaxton Jr. entwickelte 1954 ebenfalls eine Einheit aus Feldflasche und Essgeschirr. Dieses Mal so dimensioniert, dass es zusammengestapelt und gemeinsam mit dem Feldessbesteck am Koppel und nicht im sowieso überfrachteten Rucksack getragen werden konnte. Ein reines Formdesign aus kombinierbaren Teller und Deckel mit einer Gabel/Löffelkombination umfasst das Patent eines Essgeschirrs von Peter Otano und Colin Quinn aus dem Jahr 2023. Das nicht zum Kochen geeignete Essgeschirr kann aus unterschiedlichen Materialien hergestellt werden und zeichnet sich durch seine flachen Packmaße aus.

Patentzeichnungen
Erastus Blakeslee Kombination Topf und Pfanne 1865
Adolf Weiss et al Befestigung Kochgeschirr am Gepäck 1900
William R. Nason Kombination Feldflasche- Essgeschirr 1929

- Erastus Blakeslee
Kombination
Topf und 
Pfanne
1865
- Adolf Weiss et al
Befestigung
Kochgeschirr
am Gepäck
1900
- William R. Nason
Kombination
Feldflasche-
Essgeschirr
1929

## Ausstattung in verschiedenen Ländern

### Vereinigte Staaten
1874 erkannte die U.S. Army zum ersten Mal die Notwendigkeit, Soldaten mit Essgeschirren auszustatten und empfahl eine Meat-Can (Fleischdose). Zuvor wurden lediglich Transportbehältnisse bereitgestellt, die aber nicht als Geschirr zum Verzehren geeignet waren. Bei dem neuen Geschirr handelt es sich um eine tiefere Schale mit Griff und einem flachen Deckel. Mit geringen Modifikationen war das Geschirr noch bis in den Ersten Weltkrieg im Einsatz. Spätere Versionen wurden mit einem größeren Fassungsvermögen durch tiefere Gestaltung der Schale umgesetzt. Das ursprüngliche Fertigungsmaterial, verzinkter Stahl oder auch Edelstahl wurde Ende 1942 durch Aluminium ersetzt.
Im Zweiten Weltkrieg bestimmten folgende logistische Vorstellungen die Verwendung des US-Geschirrs: Erstens galt es, das Personal in einer Essensschlange zu versorgen. Dieses erfolgte aus großen Feldküchen im Garnisonsstil, wenn diese nicht gerade im täglichen Kampfeinsatz waren. Zweitens wurde von US-Soldaten im Feld nie erwartet, dass sie selbst Nahrung suchten oder ihre Rationen vollständig kochten, nicht einmal im Kampfeinsatz abgesetzt von Küchen.
Das flache, eiförmige Essgeschirr der US-Armee, M-1932, aus Kriegszeiten war daher kein Kochgeschirr. Es war, wie bei den anfangs genannten Modellen, ein geteiltes Schalen-Deckel-System. Die Schale, „Fleischdose, Korpus“, konnte mit ihrem ausgeklappten Klappgriff auch als einfache Bratpfanne verwendet werden. Der „Essgeschirrteller“ (Deckel) ist noch flacher und wird so gepresst, dass er zwei Fächer bildet, mit einer Mitteltrennung, die breit genug ist, um den Klappgriff aufzunehmen. Bei der Essensausgabe konnten durch die Zweiteilung verschiedene Bestandteile der Verpflegung getrennt ausgegeben werden.
Nach dem Zweiten Weltkrieg wurde der Begriff Meat-Can (Fleischdose) in Meat-Pan (Fleischpfanne) geändert. Sowohl Aluminium- als auch korrosionsbeständige Geschirre wurden bis in die 1970er Jahre weiter verwendet. Fleischpfannen aus rostfreiem Stahl wurden während des Vietnamkriegs hergestellt und bis zum Ende des 20. Jahrhunderts weiter ausgegeben.

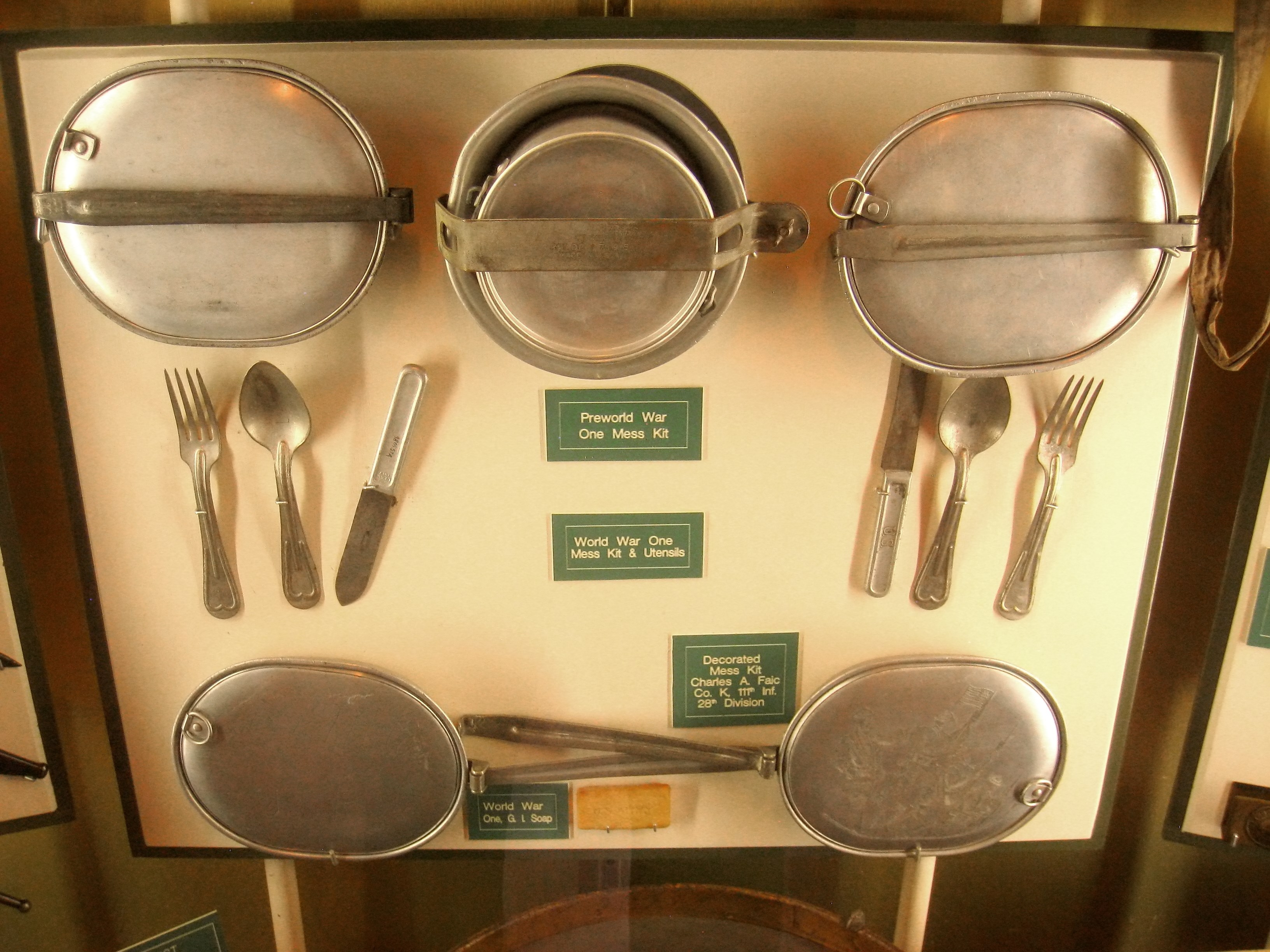
US-Essgeschirr aus dem 1. Weltkrieg
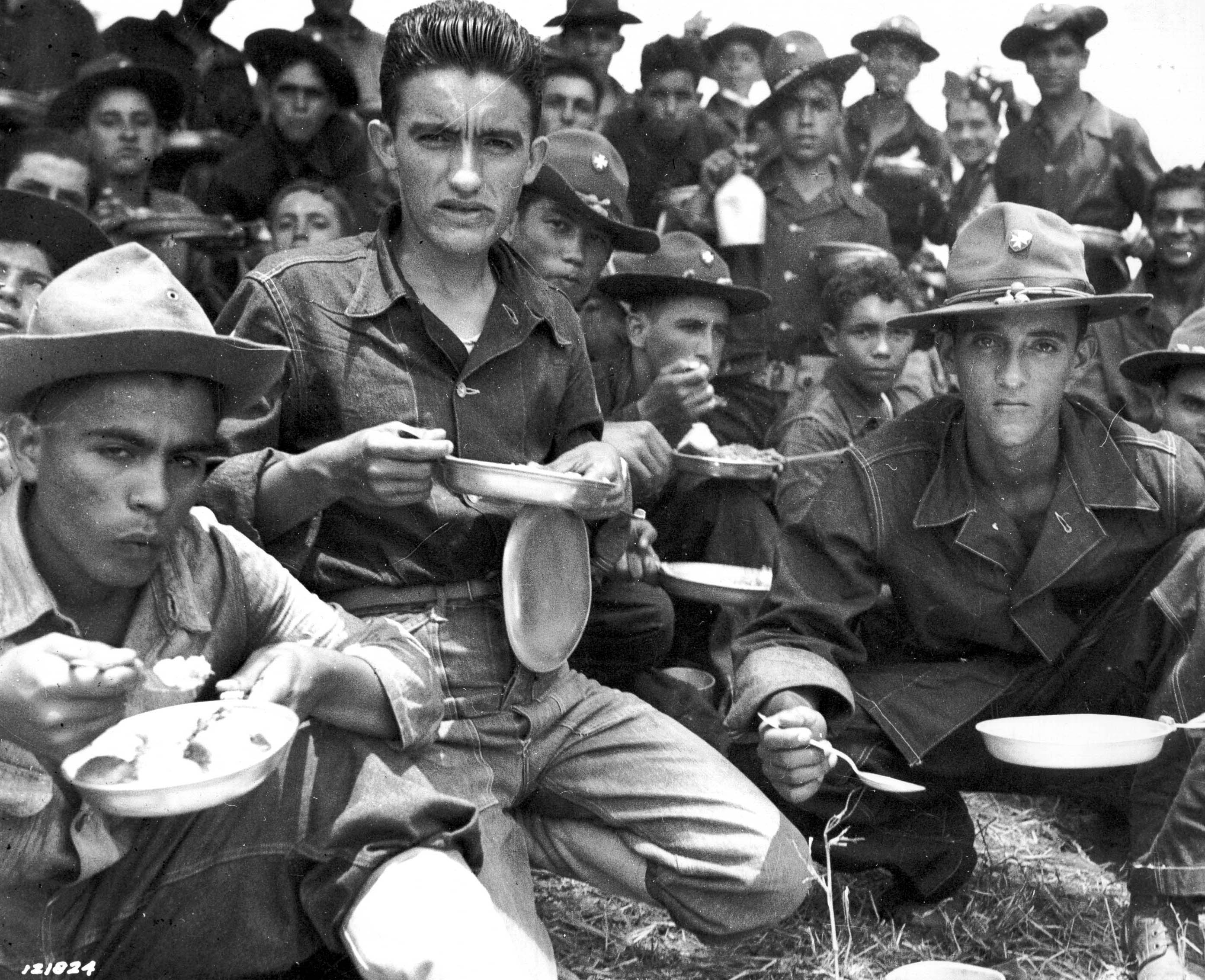
US-Essgeschirr aus dem 2. Weltkrieg

### Schweiz
Das Schweizer Essgeschirr (französisch Gamelle) wurde ursprünglich 1875 in Form eines Topfes aus verzinntem Stahlblech mit Deckel und Griff eingeführt. Dieser erste Entwurf wurde jedoch später als ungeeignet erachtet. So wurde 1882 ein überarbeiteter Entwurf in Form eines Topfes aus verzinntem Stahlblech mit Deckel und Henkel eingeführt.
Die heutige Form des Geschirrs in der Schweizer Armee entspricht noch dem damaligen Modell. Durch Aluminium konnte dabei das Gewicht fast halbiert werden. Das Geschirr fasst 2,7 Liter Inhalt und wiegt 450 Gramm. Es besteht aus einem nierenförmigen Topf mit einem Teller-Einsatz und einem Deckel. Teller und Deckel können zu einem zweiteiligen Geschirr verbunden werden.
An dem Konstruktionsprinzip des Schweizer Kochgeschirrs orientierten sich u. a. auch Deutschland, Finnland, Russland und Schweden.

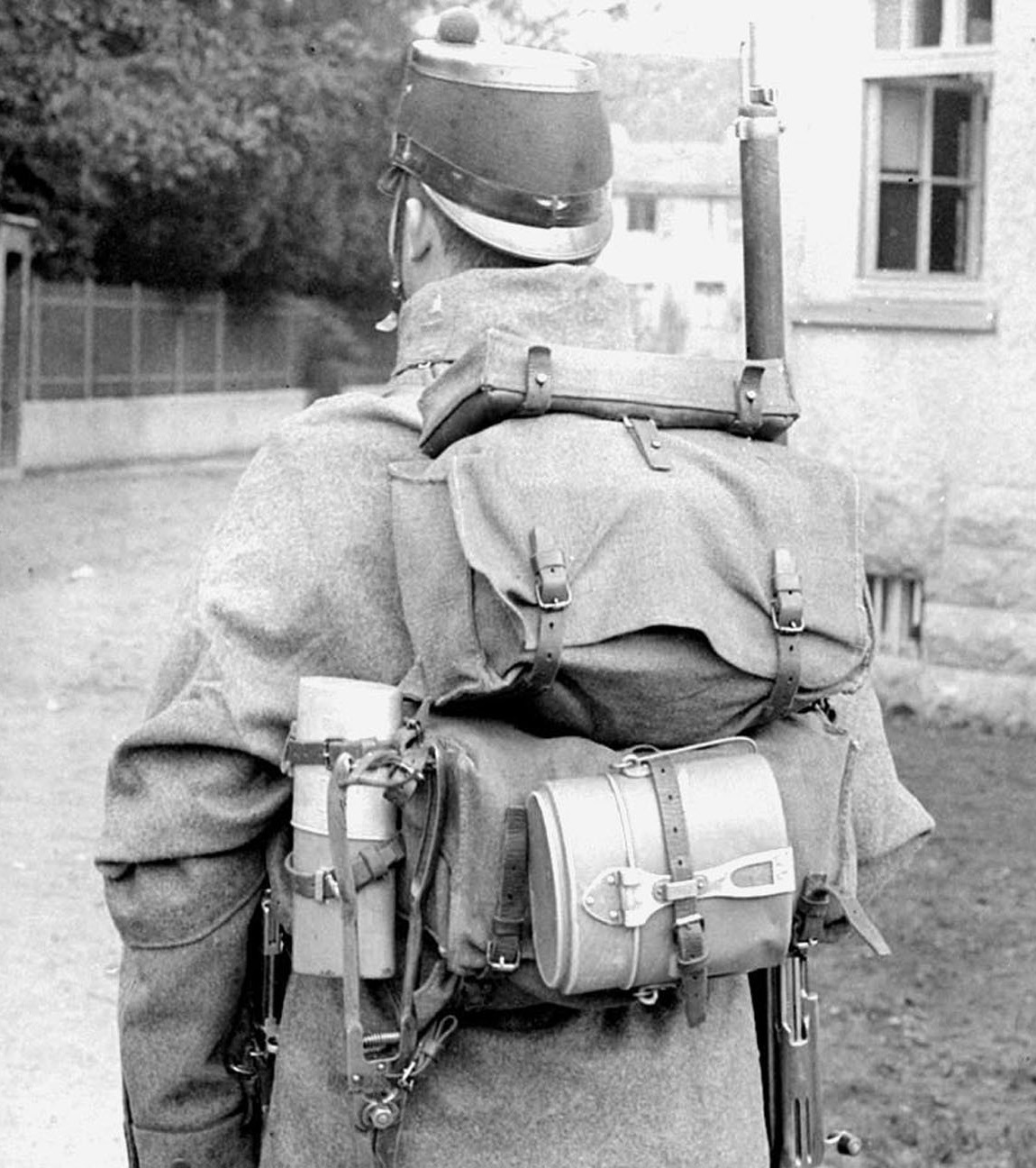
Schweizer Kochgeschirr im Gepäck um 1914
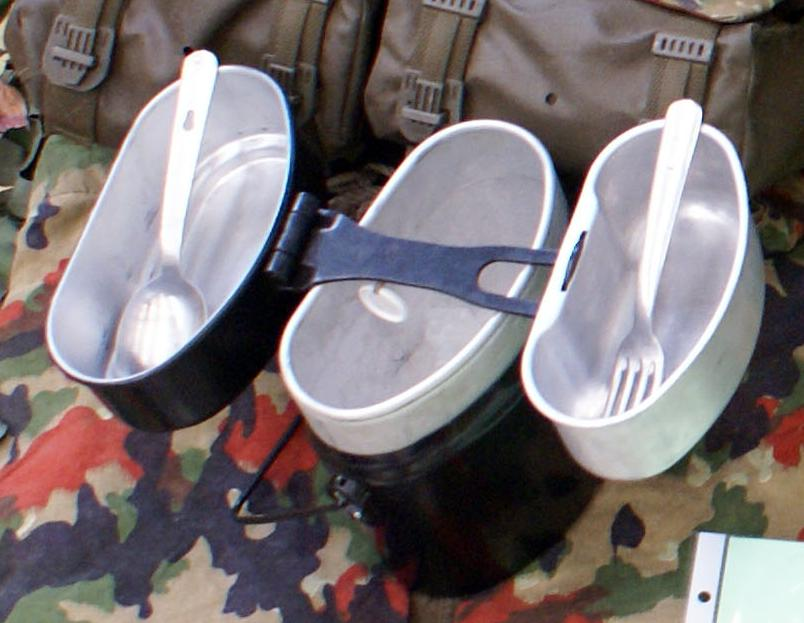
Schweizer Kochgeschirr um 2010

### Deutschland und Österreich
Das deutsche Essgeschirr wurde 1908 entworfen und war eine Abwandlung eines Schweizer Designs aus dem Jahr 1882. Ursprünglich fasste der Boden zwei Liter. Das Gefäß war innen mit Teilstrichen zu je einem Viertel, also 500 ccm, gekennzeichnet. Der Deckel enthielt nochmals einen viertel Liter. Das Modell 1908 ersetzte das Kochgeschirr von 1850 in ähnlicher Konstruktion. Auf Grund des preussischen Volumenmaßes war es etwas größer und mit steckbaren Griff. Das neue Essgeschirr war aus Aluminium und nicht zum Kochen gedacht, sondern nur zur Aufnahme von Nahrungsmitteln, die in Feldküchen verteilt wurden. Die frühen Modelle des Modells von 1908 waren in einem markanten Mattschwarz lackiert. 1910 wurde der Aluminiumgriff durch einen aus verzinktem Eisen ersetzt, da Aluminium durch die heiße Verpflegung so heiß wurde, dass es sich nicht greifen ließ. Das Modell 1910 wurde bis 1940 produziert.
1931 wurde ein Modell entwickelt, das später Kochgeschirr 31 genannt wurde. Es war zum Kochen geeignet, war kleiner als das Modell 1908  und fasste 1,7 Liter. Dieses Modell blieb mit nur geringfügigen Änderungen bei der Bundeswehr sowie beim Technischen Hilfswerk (THW) sowie auch in der ehemaligen NVA der DDR in der Nutzung. Die Modifikation des Bundeswehr-Geschirrs und der ehemaligen NVA bestand aus einem weiteren Behälter, der in den großen Hauptbehälter gestreckt wird und das frühere 2-teilige Geschirr zu einem dreiteiligen machte. Das Kochgeschirr wird in Verbindung mit einem zusammenklappbaren Esbitkocher verwendet, der zusammengeklappt Esbitpellets aufnehmen kann und nur sehr wenig Platz einnimmt.
Auch das österreichische Bundesheer verwendete das Kochgeschirr in gleicher Ausführung wie die Bundeswehr.

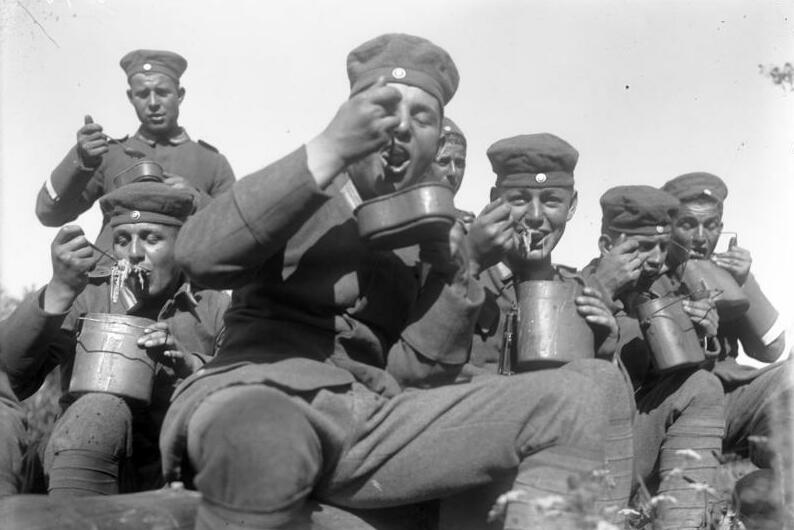
Kochgeschirr der Reichswehr 1932
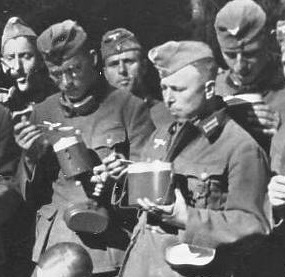
Kochgeschirr der Wehrmacht um 1939
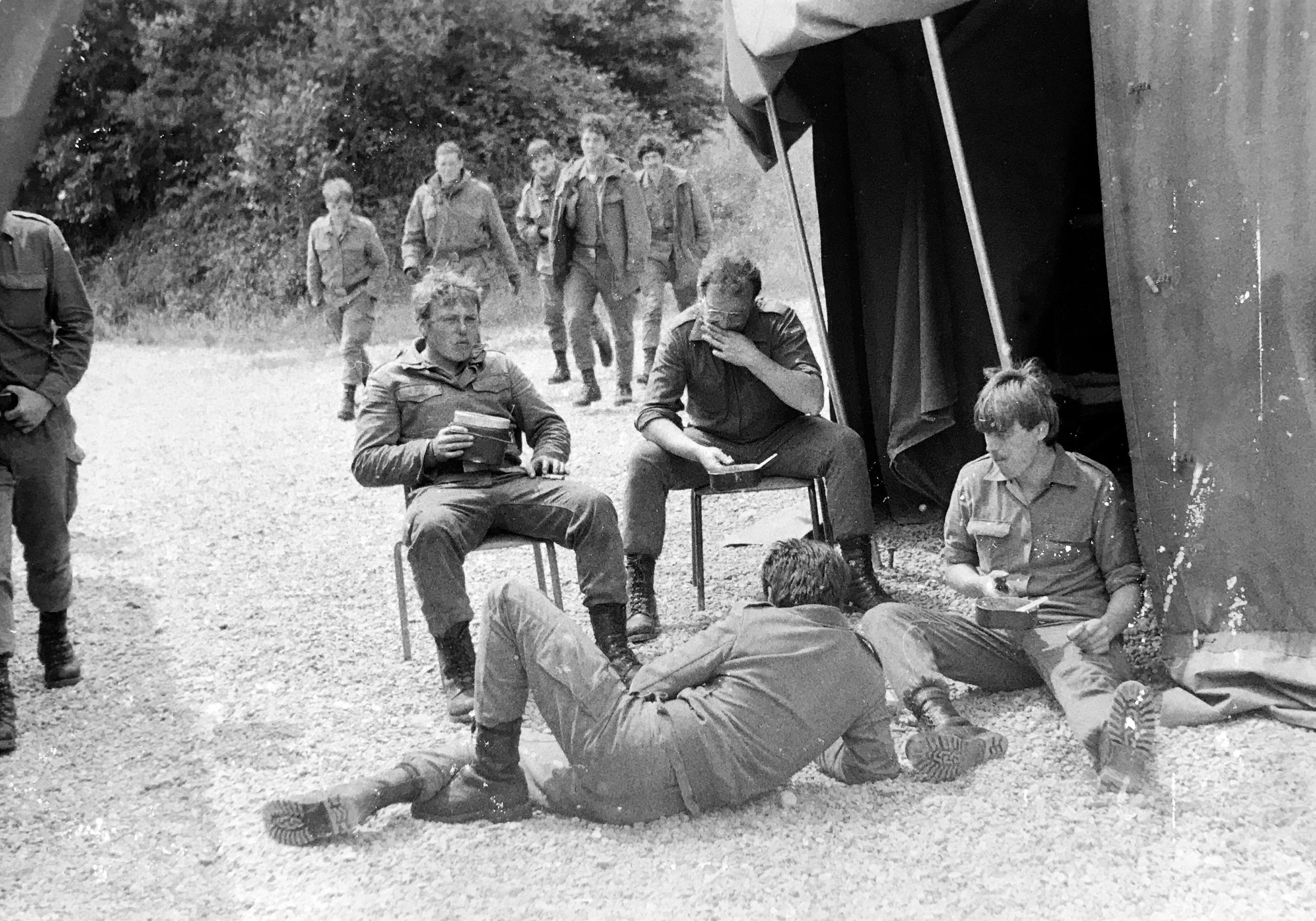
Kochgeschirr der Bundeswehr 1983
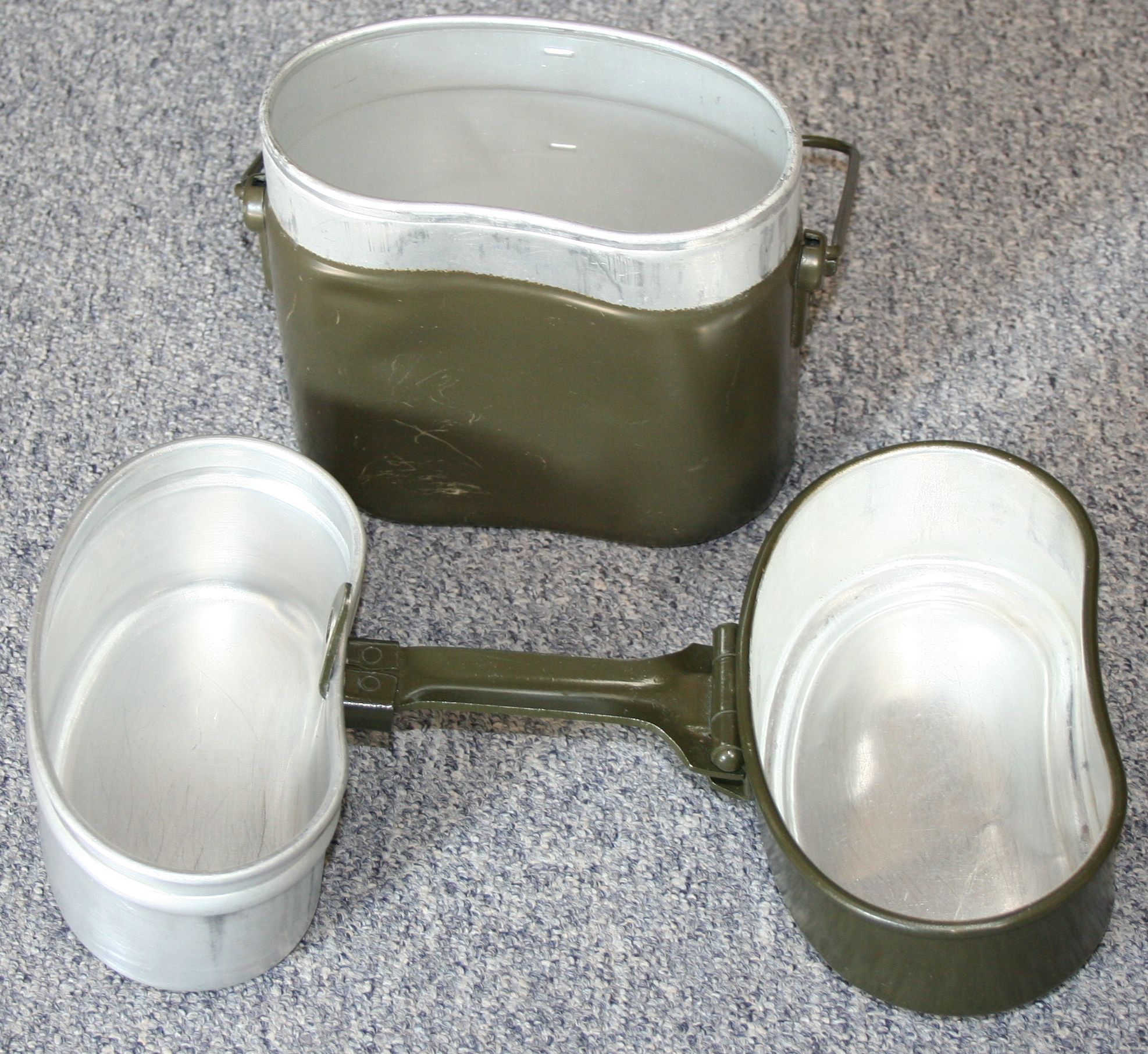
Kochgeschirr der Bundeswehr (DEU) und des Bundesheeres (AUT)

### Frankreich
1852 wurde ein einfacher runder Topf mit Deckel, das Modell 1852  eingeführt. Dieser wurde bis in den Ersten Weltkrieg verwendet. Eine geringfügige Modifikation durch einen abnehmbaren Griff sowie eine Verwendung auch von Aluminium erfolgte ab 1915. Das Modell 1852, auch in seiner Modifikation, war jedoch nicht zum Kochen, sondern nur zum Verpflegungsempfang gedacht. Die bessere Verfügbarkeit von Aluminium sowie Studien über das ursprünglich in der Schweiz entwickelte deutsche Kochgeschirr führten zur Entwicklung des Modells 1935, das in seiner äußeren Form stark an die Schweizer Gamelle erinnert. Studien über die bisher in den französischen Streitkräften verwendeten Essgeschirre, eigene Produkte sowie britische und amerikanische Geschirre, führten zur Einführung des Modells 1952, das eng an die britische Konstruktion des Muster 1937 ineinander stapelbarer Pfannen, jedoch mit drei und nicht wie die britische Version mit zwei Gefäße arbeitet.

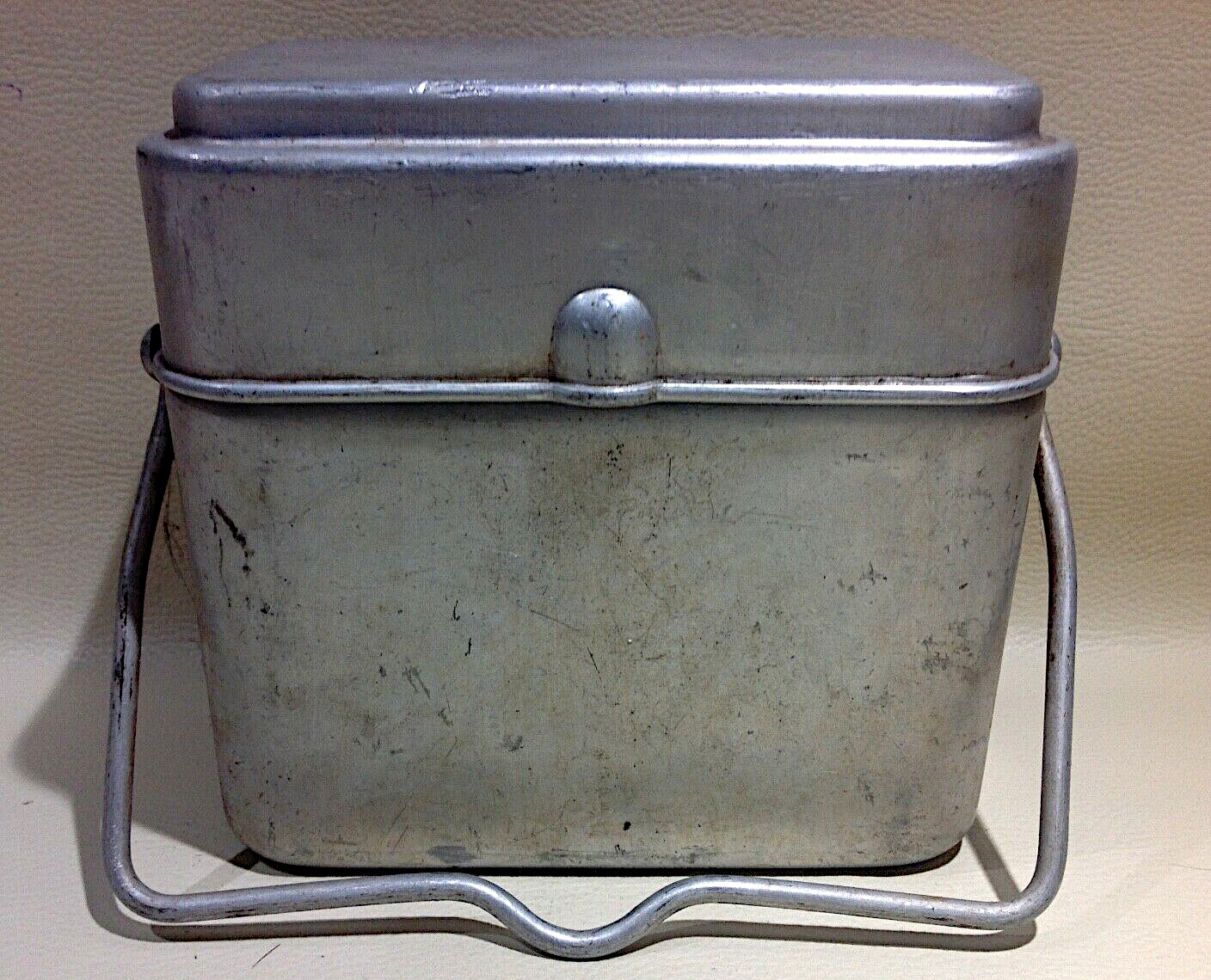
Französisches Kochgeschirr M35
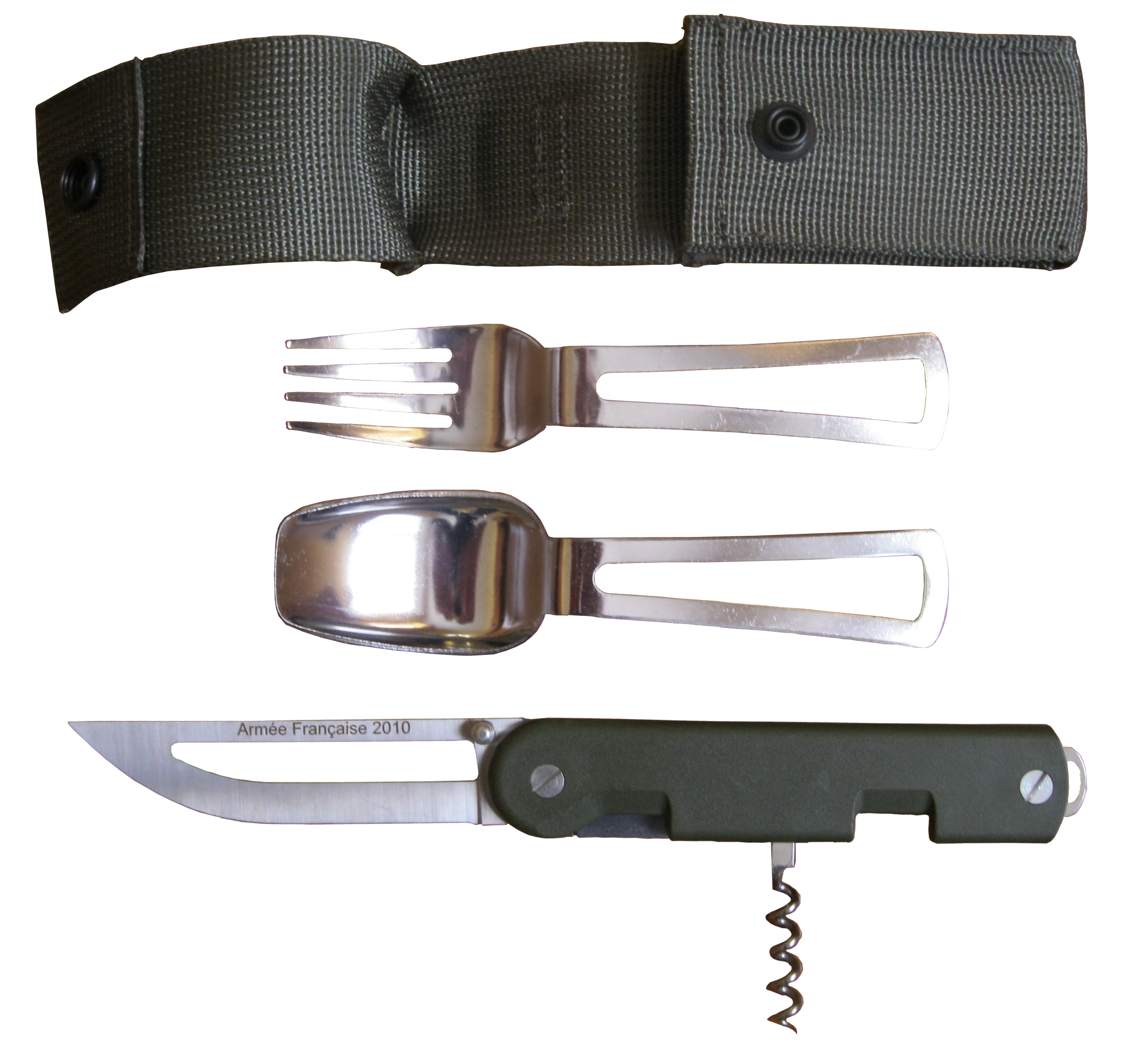
Baroudeur-Feldbesteck der französischen Armee

### Japan
Das Essgeschirr der Mannschaften der Kaiserlich Japanischen Streitkräfte nannte sich Hangō (Reisbehälter). Das Hangō bestand aus einem braunen, nierenförmigen, dickwandigen Aluminium-Reiskochtopf mit Deckel und ovalem Boden sowie einem im Topf aufbewahrten Einsatztablett. Deckel und Tablett dienten auch als Servierteller. Später im Krieg wurde ein vereinfachtes Modell, das Ro, eingeführt, dem der Topfeinsatz fehlte.
Die Männer kochten mit Hangōs über offenem Feuer oder über Dosen mit Spiritus. Außer zum Kochen wurden Hangōs auch zum Transport des gekochten Reis genutzt. Während des Zweiten Weltkrieges wurden sie gelegentlich von Soldaten der US-Armee und der chinesischen Armee, die japanische Ausrüstung erbeutet hatten, sowie später von der Vietminh verwendet.

### Finnland
Das Essgeschirr der finnischen Streitkräfte (kenttäkeittoastia oder kenttäpakki) ist fast identisch mit dem deutschen Kochgeschirr M31, zubehörig zum finnischen Essgeschirr ist jedoch noch eine Lusikkahaarukka (Löffel-Gabel-Kombination), im Deutschen auch „Göffel“ genannt. Dieses Essbesteck durfte nicht im Essgeschirr aufbewahrt werden, da sie durch Klappern übermäßigen Lärm verursacht hätte.
Bis auf den Stahlstiel und den Griff besteht das Geschirr aus tiefgezogenem Aluminium. Das Volumen der Packung beträgt 1,7 und der Deckel 0,6 Liter. Der Deckel verfügt über einen aufklappbaren Stahlarm, in den bei Bedarf ein Stock als Verlängerungsarm zum Kochen oder Braten geschoben werden kann.

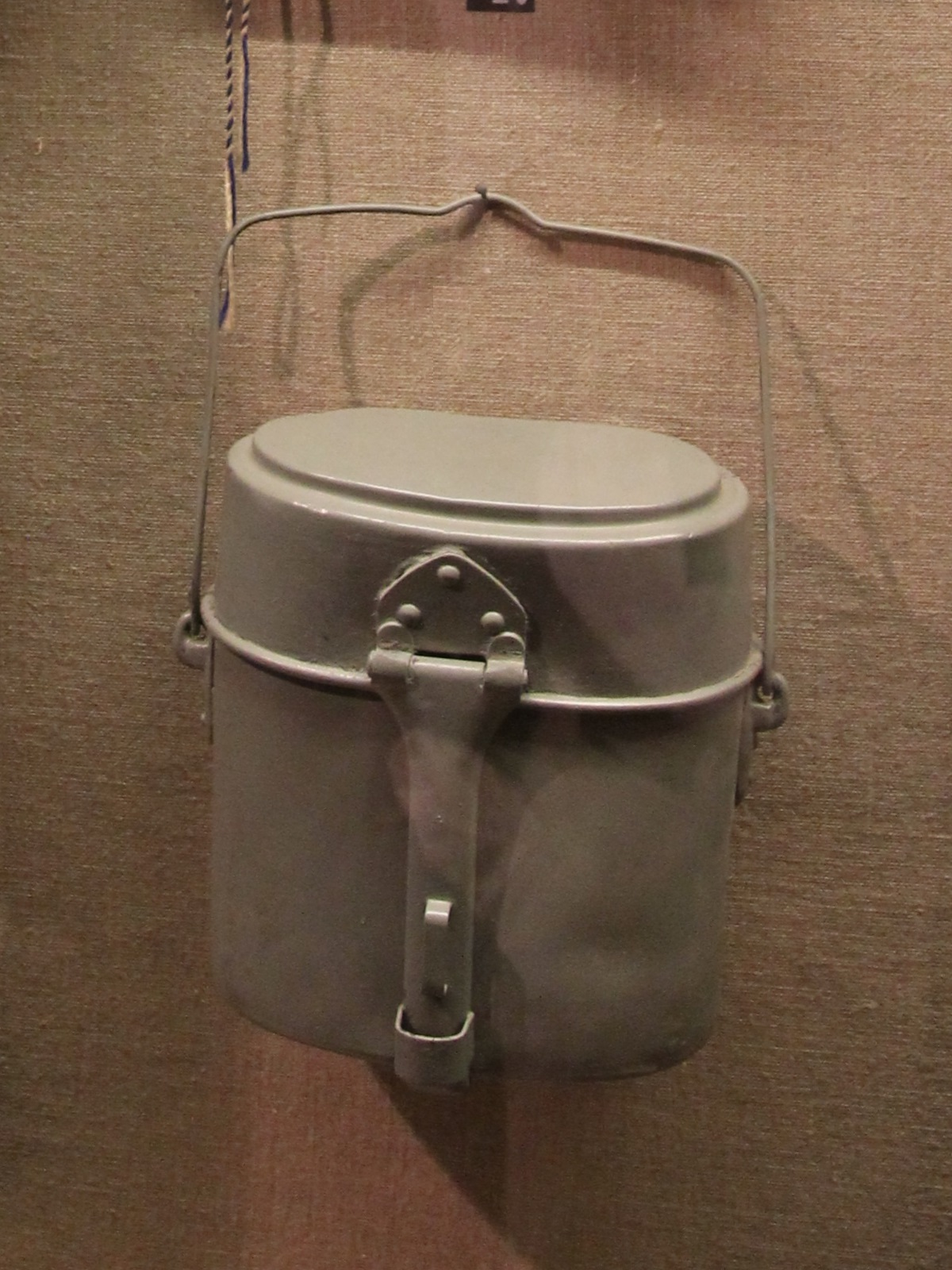
Finnisches Essgeschirr aus den 1930er Jahren
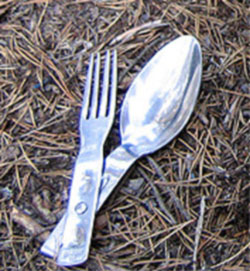
Finnischer „Göffel“

### Russland/Sowjetunion
Im Ersten Weltkrieg kursierten mehrere Versionen von Essgeschirren, teilweise sogar aus Bronze, da Aluminium knapp war.
Nach Kriegsende und Aufstellung der Roten Armee wurden verschiedene Koch- und Essgeschirre genutzt. Es gab keine einheitliche Ausstattung. So erschienen in den 1930er Jahren Kochgeschirre auf, die dem deutschen Modell 31 äußerst ähnlich sehen. Historiker vermuten, dass dieser Typ im Rahmen der damaligen deutsch-sowjetischen militärischen Zusammenarbeit, die unter anderem verdeckte Ausbildung von deutschen Piloten und Panzerbesatzungen betrieb, von der Sowjetunion übernommen und im Werk Krasny Wyborgets hergestellt wurden.
Während des Zweiten Weltkriegs war das Essgeschirr Modell 36 der sowjetischen Armee ein zweiteiliges Design, das aus einem großen Topf mit Bügel und einem kleineren Kochtopfteil bestand, das gleichzeitig als Deckel des Essgeschirrs diente. Am Bügel wurde das Essgeschirr an der Ausrüstung mitgeführt. Ab 1959 wurde ein zweites Design ergänzt, bei dem in der Mitte eine Metallwasserflasche befestigt war.

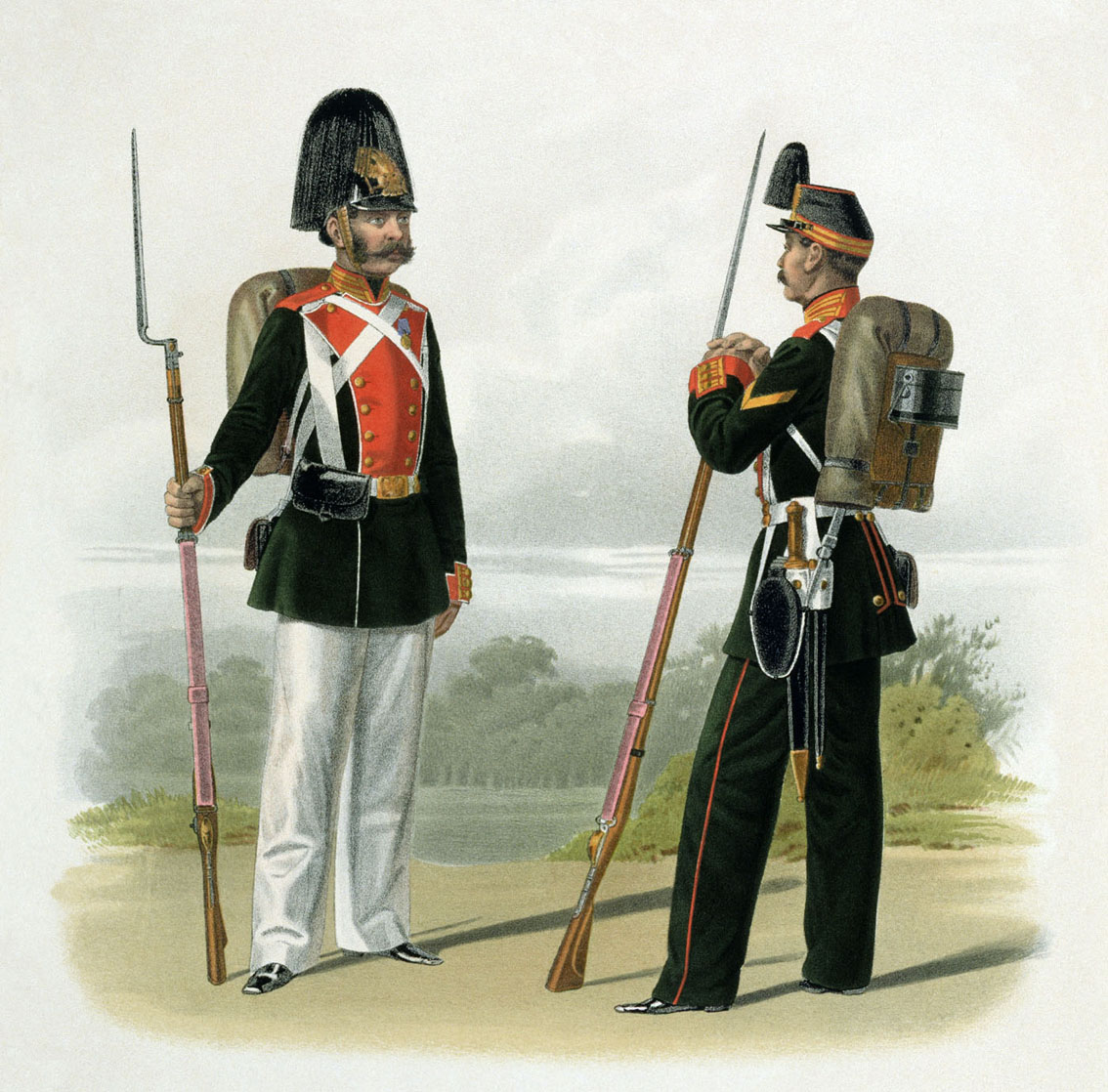
Russisches Kochgeschirr M1862
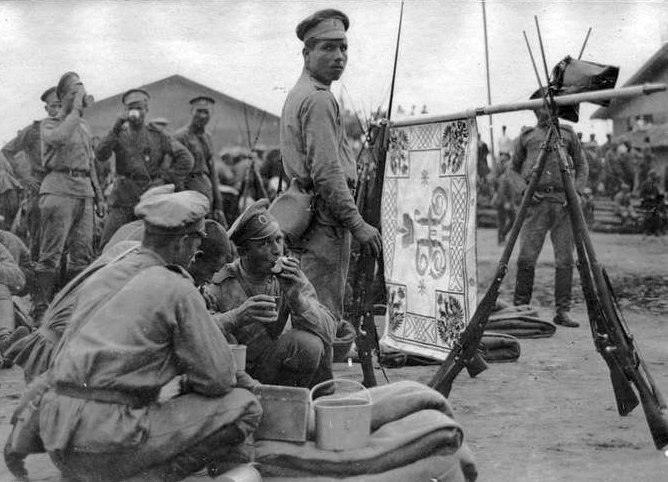
Russisches Kochgeschirr um 1916
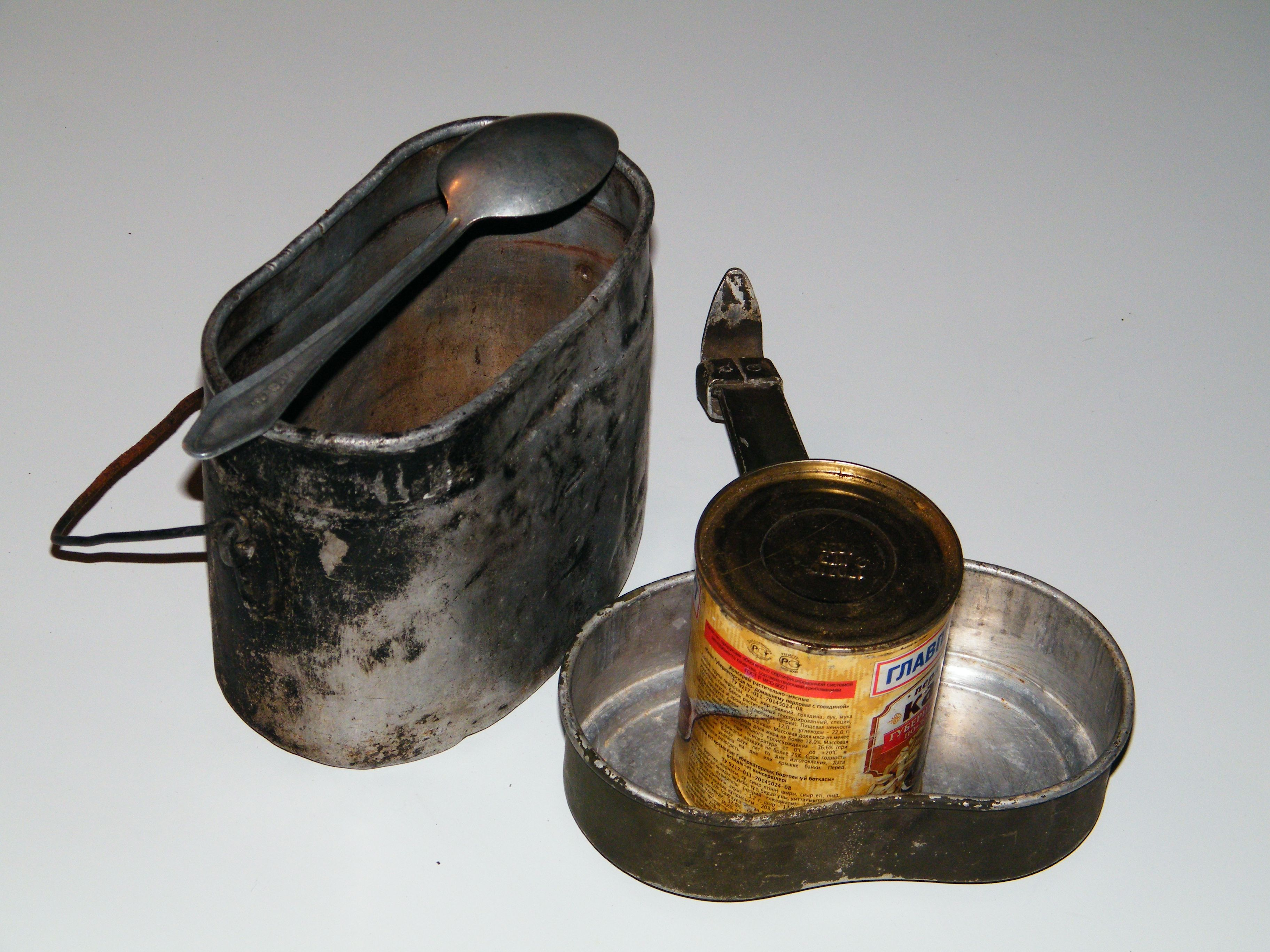
Russisches Kochgeschirr um 1940
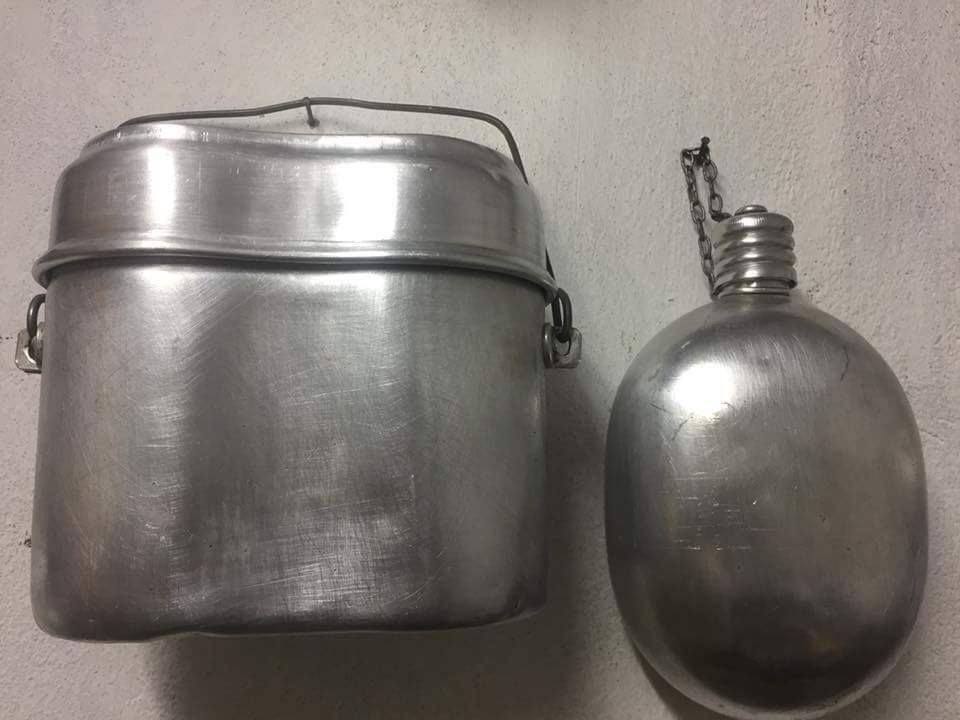
Russisches Kochgeschirr mit Feldflasche um 1960

### Schweden
Das Essgeschirr Kokkärl m/1940 der schwedischen Streitkräfte ist ein komplettes Paket, das im Design einem deutschen Essgeschirr M31 ähnelt, aber größer und oval ist. Es lässt sich in zwei Teile zerlegen, wobei der erste Teil ein Stahlständer mit Windschutz und einem Svea-Holz-/Spiritusbrenner ist, während der andere Teil aus zwei Töpfen aus Aluminium besteht. Der größere Topf hat einen Drahtgriff oder Bügel zum Aufhängen über einem Feuer; der kleinere hat einen Scharniergriff. Die beiden Töpfe passen ineinander und lassen sich im Windschutz verstauen. Das Set wird durch eine kleine Plastikbrennstoffflasche vervollständigt.
Als Brennstoff verwendet der Kocher auch kleine Äste, Holzspäne oder Tannenzapfen.

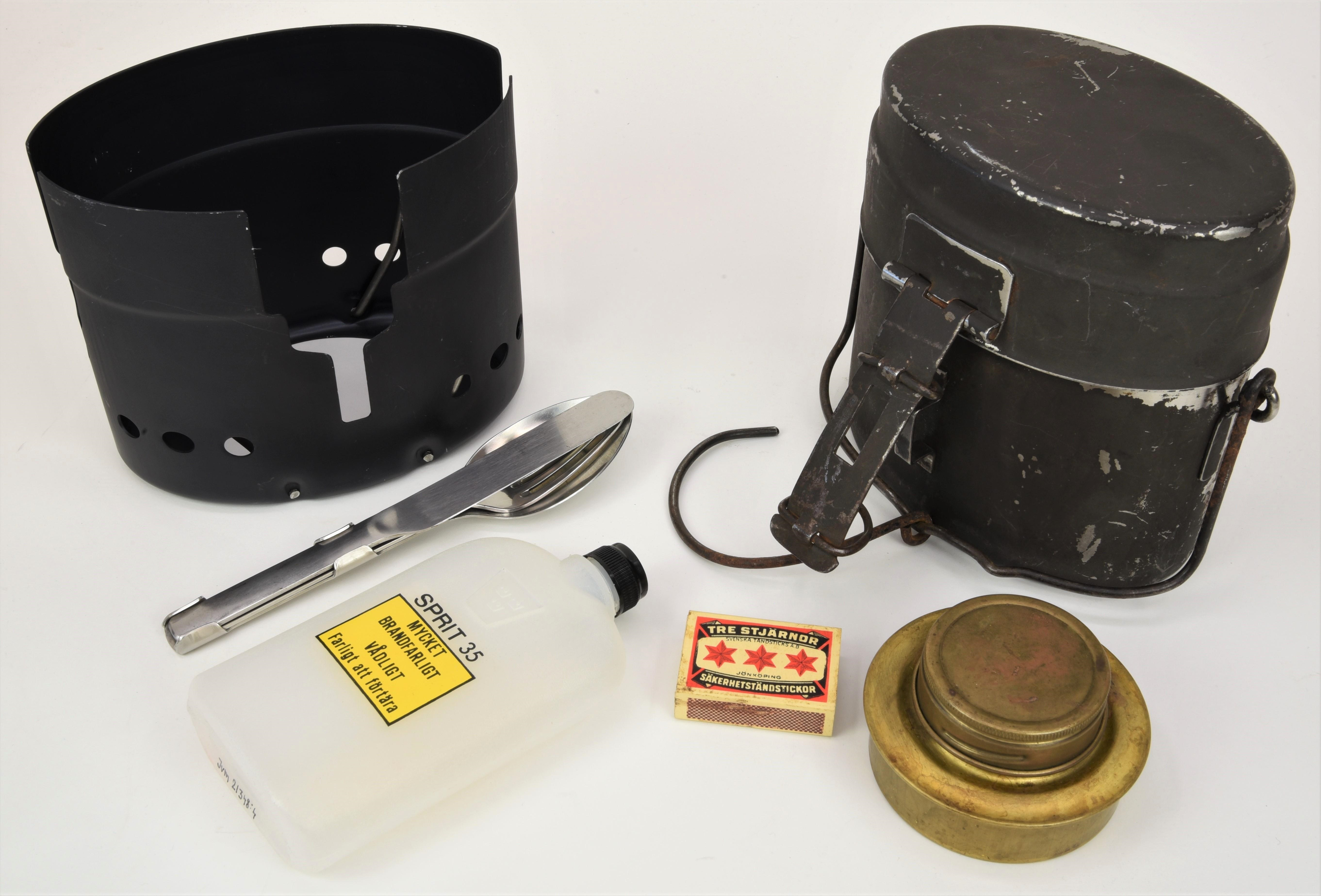
Kokkärl m/1940 mit Windschutz

### Großbritannien
Das Modell von 1810 (1813 – 14) ist in der Draufsicht halbrund oder C-förmig und besteht aus verzinntem Eisen. Das Tablett des Modells von 1810 hatte keinen Griff, sondern war in die Pfanne oder den unteren Teil eingebettet. Der Deckel bedeckte die Pfanne und hatte einen Zugring zum einfachen Abnehmen, hatte aber anscheinend keinen anderen Verwendungszweck. Der Bügel war gebogen.
Das Modell von 1854 war in der Draufsicht D-förmig und aus verzinntem Eisen gefertigt. Es wurde aus Blechplatten an Vorder- und Rückseite hergestellt. Das Tablett oder die Tasse passte in die Pfanne. Der Griff des Tabletts oder der Tasse war nach innen gefaltet, befand sich jedoch auf der flachen „Rückseite“, sodass der Benutzer aus der breit gewölbten Vorderseite trinken musste. Der Deckel hatte eine mittlere Tiefe, konnte als Teller verwendet und sicher auf der Pfanne abgestellt werden. Der Bügel war quadratisch und die Ecken waren eng gebogen.
Im Ersten Weltkrieg verwendete die britische Armee ein zweiteiliges, nierenförmiges Essgeschirr aus Metall. Das Modell von 1874 war aus verzinntem Stahl und hatte eine D-förmige Draufsicht mit abgerundeten Ecken. Das Tablett oder der Becher hatte einen klappbaren Griff, der sich zur Seite öffnen ließ. Das Tablett diente auch als tiefer Deckel für die Pfanne. Diese Änderung gegenüber dem Modell von 1854 ermöglichte die Verwendung der schmalen und stärker gewölbten Seite des Becherrands zum Trinken. Außerdem konnte das Geschirr kurz über ein Feuer gehalten werden. Die Ecken des quadratischen Bügels waren ebenfalls stärker abgerundet.
Für das Web Equipment Pattern 1937, ein Tragekonzept für die persönliche Ausrüstung der britischen Soldaten, wurde ein neues Muster entwickelt, ein ineinander verschachteltes, zweiteiliges rechteckiges Essgeschirr mit langen, klappbaren Griffen. Mit geringen Abwandlungen ist es noch heute im Gebrauch.

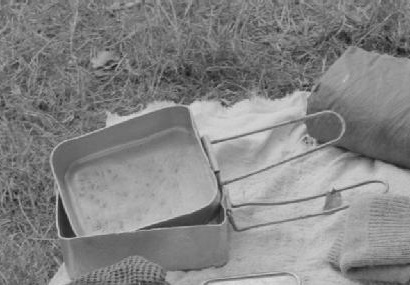
Britisches Kochgeschirr um 1940
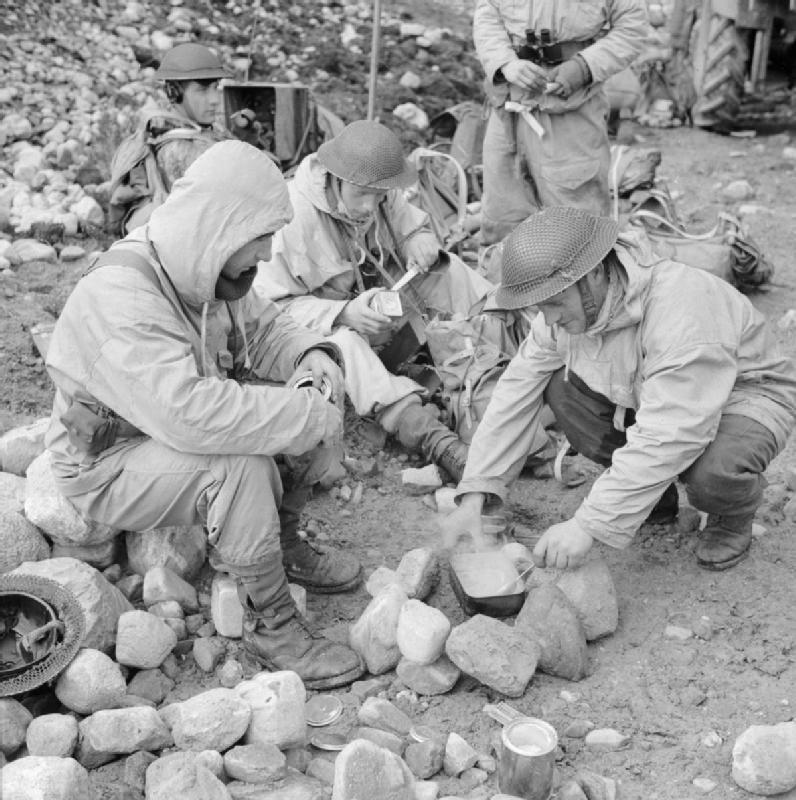
Verpflegungs- zubereitung im Kochgeschirr

### Kanada
Die kanadische Geschirrausstattung ähnelte der von den Briten in der ersten Hälfte des 20. Jahrhunderts verwendeten, d. h. der mit den Pattern Web Equipment 1908 bzw. 1937 ausgegebenen Ausrüstung. Kanada gab seine eigene Pattern Web Equipment von 1951, 1964 und 1982 heraus.
In den 2020er Jahren wurde ein vollkommen neues Konzept mit einer Kombination von Feldflasche und zweiteiligem Essgeschirr aus Titan erarbeitet und eingeführt. Alle Komponenten können ineinander gestapelt werden. Die Flasche fasst 1.1 Ltr, die beiden Behälter je 750 ml und 400 ml. Das Gewicht der verpackten Einheit beträgt 350 gr.

## Trivia
Auf einer zwischenzeitlich archivierten Webseite des deutschen Bundesministeriums der Verteidigung wurden 2017 im Rahmen der Nachwuchswerbung bei Begriffen und Abkürzungen sowie Ausdrücken des Soldatenjargons der Begriff „Pickpott“ als Zusammensetzung der Begriffe „Picken“ (Essen) und „Pott“ (Geschirr) für die umgangssprachliche Bezeichnung des Kochgeschirrs der Bundeswehr erklärt.